# کامسو مارا
کامسو مارا (انگلیسی: Kamso Mara؛ زادهٔ ۲۴ دسامبر ۱۹۹۴) بازیکن فوتبال اهل گینه است.
از باشگاه‌هایی که در آن بازی کرده است می‌توان به باشگاه فوتبال اسلوان لیبرتس اشاره کرد.
وی همچنین در تیم ملی فوتبال گینه بازی کرده است.